# Potentilla recensita
Potentilla recensita är en rosväxtart som beskrevs av Soják. Potentilla recensita ingår i Fingerörtssläktet som ingår i familjen rosväxter. Inga underarter finns listade i Catalogue of Life.